# Petr Hejna

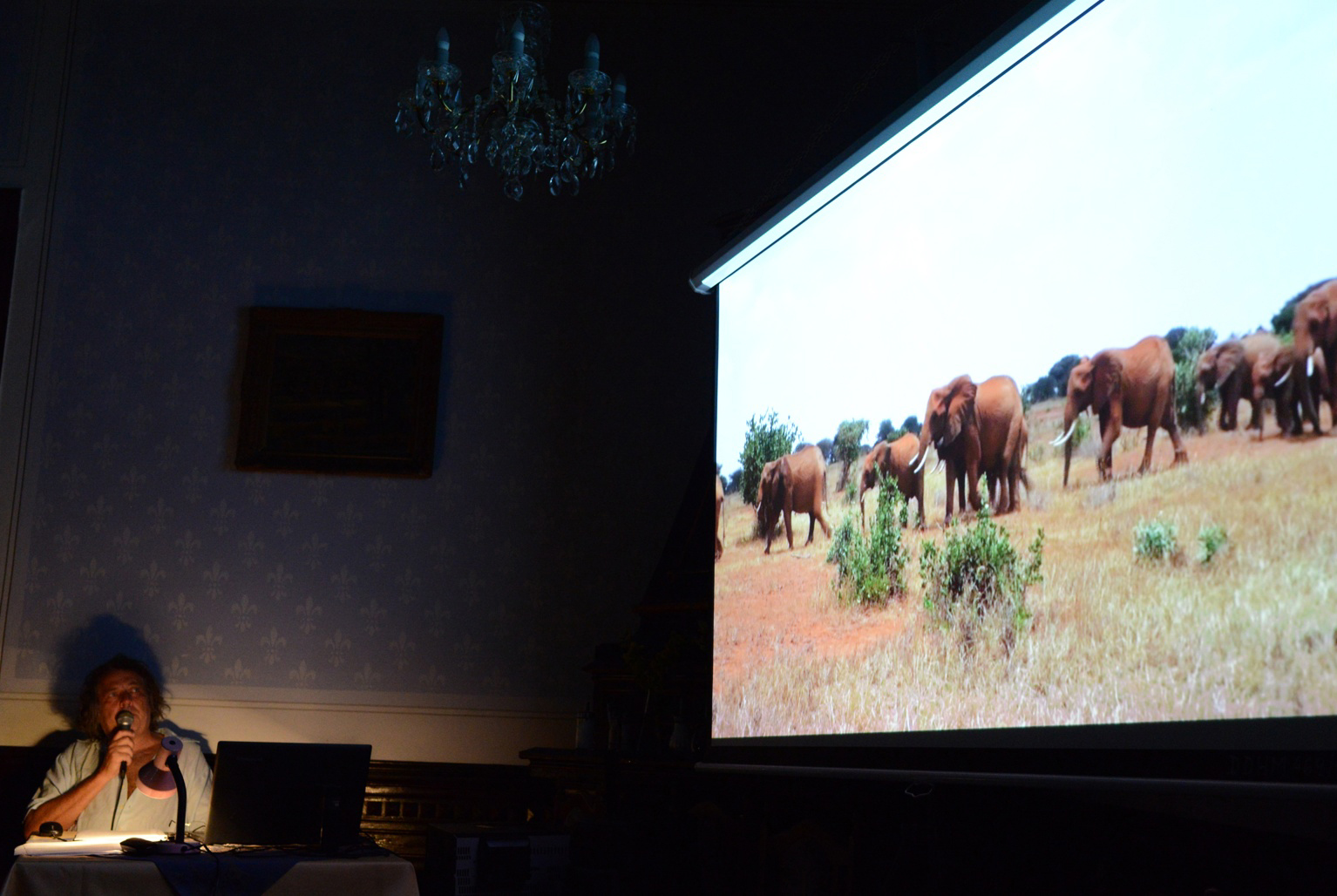
Petr Hejna - filmová beseda v zámku Vráž

Petr Hejna (* 12. ledna 1955 Praha) je český hudebník, novinář a fotograf. V roce 1966 vstoupil do Pětky, oddílu Psohlavců, vedené pozdějším chartistou Jiřím Zachariášem - Pedrem. Velkou část dětství prožil u prarodičů, jeho děda Jaroslav Šperl byl režisérem a hercem Besedy Heyduk. Vystudoval pražskou Střední průmyslovou školu grafickou, k fotografování ho přivedl jeho strýc Petr Tausk. Od 70. let se počal věnovat hudbě. Vojnu absolvoval u Stavebního a silničního útvaru 7812 ve Vyškově. Pracoval jako vychovatel v dětském domově, odkud odešel před listopadem r. 1989 pro nesouhlas s praktikami socialistického školství.
V roce 2005 Petr Hejna otevřel v Praze hudební klub Akord. Zde uspořádal například koncert Ray Wilsona, zpěváka kapely Genesis. Klub zanikl nástupem hospodářské recese v roce 2008.
V roce 2019 Petr Hejna inicioval pietní setkání u hrobu Bohumila Siřínka (psáno též Syřínka), zastřeleného milicionáři v srpnu r. 1969. Druhým z přítomných pamětníků událostí roku 1969, oslovených Českou televizí, byl architekt Josef Pleskot. Na připomínce 50. výročí této tragické události promluvil biskup CČSH Filip Štojdl. Zkušenosti Petra Hejny s komunistickým režimem od r. 1966 po r. 1989 zdokumentovaly roku 2021 a 2022 nahrávky pro Paměť národa.
Aktivně se Petr Hejna podílel na pořádání koncertu před volbou prezidenta v roce 2013, akce na podporu Milionu chvilek pro demokracii před demonstrací na Letné v roce 2019, v roce 2018 a 2019 organizoval živé betlémy v obci, kde žije. Bohoslužby vedl biskup Filip Štojdl.

## Hudební působení
Nemesis
Od 70. let s ním v kapele Nemesis hrál na bicí jeho bratr Michal Hejna, žák Miloše Veselého, a na klávesy a violoncello Michal Pavlík. V kapele působil houslista Lubomír Havlák a baskytarista Karel Novák. Činnost jazz rockové kapely přerušil koncem roku 1977 odchod Petra Hejny na vojnu. Po návratu Petra Hejny z vojny se obnovená kapela přeorientovala k art rocku. Nemesis se rozpadli po zákazu 10. Pražských jazzových dnů - z důvodu neodpovídající kulturně politické a ideové orientace a pro nedostatečné politické garance ze strany pořadatele, tj. Jazzové sekce.
Transeuropean sExpress
Kapelu sestavil Petr Hejna v roce 2005 z muzikantů z bluesových, rockových i jazzových kapel jako volné sdružení hudebníků různých národností. Repertoár sestával především z bluesových standardů a rockové klasiky. Častým hostem byl Zdeněk Fišer, spoluhráč Hany Hegerové, Laca Décziho, Jany Koubkové, Jiřího Stivína, Michaela Kocába a Martina Kratochvíla.
2 Generations
Rodinné duo, založené roku 2009, dalším členem byl Petr Hejna ml. (*1988). Repertoár tvořila vlastní hudební a textařská tvorba Petra Hejny. Vystupovali i v Praze před americkou rockovou legendou Pavlov's Dog. Na Rock Rádiu bylo s Petrem Hejnou v letech 2014 - 2018 při vydání jeho alb natočeno pět rozhovorů.
Album „Cesta do středu duše“ pokřtil a s kapelou si zahrál Zdeněk Fišer. Na albu „Epilog“ se podíleli jako hosté jazzmann Pavel Jakub Ryba, nebo klasičtí varhaníci Aleš Nosek a Michaela Káčerková, při křtu alba vystoupil také Roman Dragoun. Albu Petra Hejny „Věčný poutník“ na koncertu v píseckém kostele Nejsvětější Trojice požehnal biskup CČSH Filip Štojdl spolu s duchovním Martinem Gruberem.
Na koncertech 2 Generations se Petr Hejna často věnoval osvětě v pohledu na psychicky nemocné, kapela dvakrát vystupovala v rámci festivalu Mezi ploty i v psychiatrických léčebnách. Křest alba „Místa klidu“, spojený s vernisáží fotografií obou členů kapely, proběhl v Psychiatrické nemocnici v Písku  Benefičním koncertem 2 Generations podpořil Petr Hejna organizaci Mesada.eu.

## Diskografie
- 1991 Petr Hejna & přátelé - CD
- 1995 Petr Hejna: Labyrint vzpomínek a ráj snů - CD
- 2001 Petr Hejna: Světy v nás a kolem nás - CD
- 2001 Archivní nahrávky (1973 - 1988) - 5CD
- 2010 2 Generations: Krajiny mysli - 2CD
- 2014 2 Generations: Cesta do středu duše - CD
- 2015 2 Generations: Místa klidu - CD
- 2017 Petr Hejna a přátelé: Epilog - CD
- 2019 Petr Hejna: Věčný poutník - CD
- 2022 Petr Hejna: Barvy života - CD
- 2023 Bloudění k neznámému pólu

## Ostatní projekty
Pro frontmana The Primitives Group Ivana Hajniše sestavil Petr Hejna pro jihočeské turné blues rockovou kapelu Southern Crazy Men. Podílel se na třech albech básníka Milana Prince. S Milanem Princem působil v roce 2011 v písecké kapele Primátor Dittrich.
Další aktivity
Roku 2010 začal psát cestovatelské reportáže pro Novinky.cz, články pro Písecký svět, pro kulturní server Kulturne.com a pro týdeník Písecké postřehy. Publikoval rozhovory s Michalem Prokopem, Alexandrou Myškovou, Jaroslavem Tůmou, Anetou Langerovou, Romanem Holým, Rudy Linkou, ředitelem Jihočeské filharmonie Otakarem Svobodou, Lubomírem Havlákem, Ondřejem Rumlem, Stanislavem Schneedorfem, Honzou Holečkem, Aliaxandrem Yasinskim a Karlem Novákem. Je veden coby spisovatel jako regionální jihočeský autor.
Petr Hejna podnikl několik fotograficko-filmařských safari v Africe (Keňa, Tanzanie) a cesty na Sinaj, kde filmoval a fotografoval život v Rudém moři. Pořádá cestovatelské filmové besedy. Spolu se synem měli přes deset fotografických výstav.

## Vydané knihy
Podle zdroje
- Průvodce Provence (2020)
- Šumava a Bavorský les (2020)
- Rocková poezie (2020)
- Příhraniční Rakousko (2020)
- Afrika legend a skutečnosti (2021)
- Vaříme s citem, chutí a bylinkami (2022)
- Velké putování národními parky a rezervacemi Keni (2024)
- Rozevlátý bohém vzpomíná (2025)
- Rozevlátý bohém opět vzpomíná (2025)